# Inverkeithing
Inverkeithing, schottisch-gälisch: Inbhir Ceitéinn, ist eine Hafenstadt und früheres Burgh in Fife, Schottland am Firth of Forth. Der Name Inverkeithing ist schottisch-gälischen Ursprungs und bedeutet so viel wie Mündung des Keithing. Der Bach Keithing fließt durch den Südteil des Ortes.
Der Status eines Burgh wurde dem Ort im zwölften Jahrhundert von König David I. verliehen. Inverkeithing liegt etwa fünfzehn Kilometer nördlich des Edinburgher Flughafens und etwa sechs Kilometer vom Stadtzentrum Dunfermlines. Heute geht die Hafenstadt mit 5280 Einwohnern in die Nachbarstädte Rosyth und Dalgety Bay über.
Bekannt ist der Ort insbesondere durch das Schiffsabbruchunternehmen Thomas W. Ward Shipbreakers Ltd., bei dem unter anderem so bekannte Schiffe, wie die Mauretania, die Britannic, die Olympic, die General Osorio oder die Robert Ley ihr Ende fanden.

## Persönlichkeiten
- Alan Stewart (* 1984), Skirennläufer